# Clypeus

Skizze; Clypeus hellblau

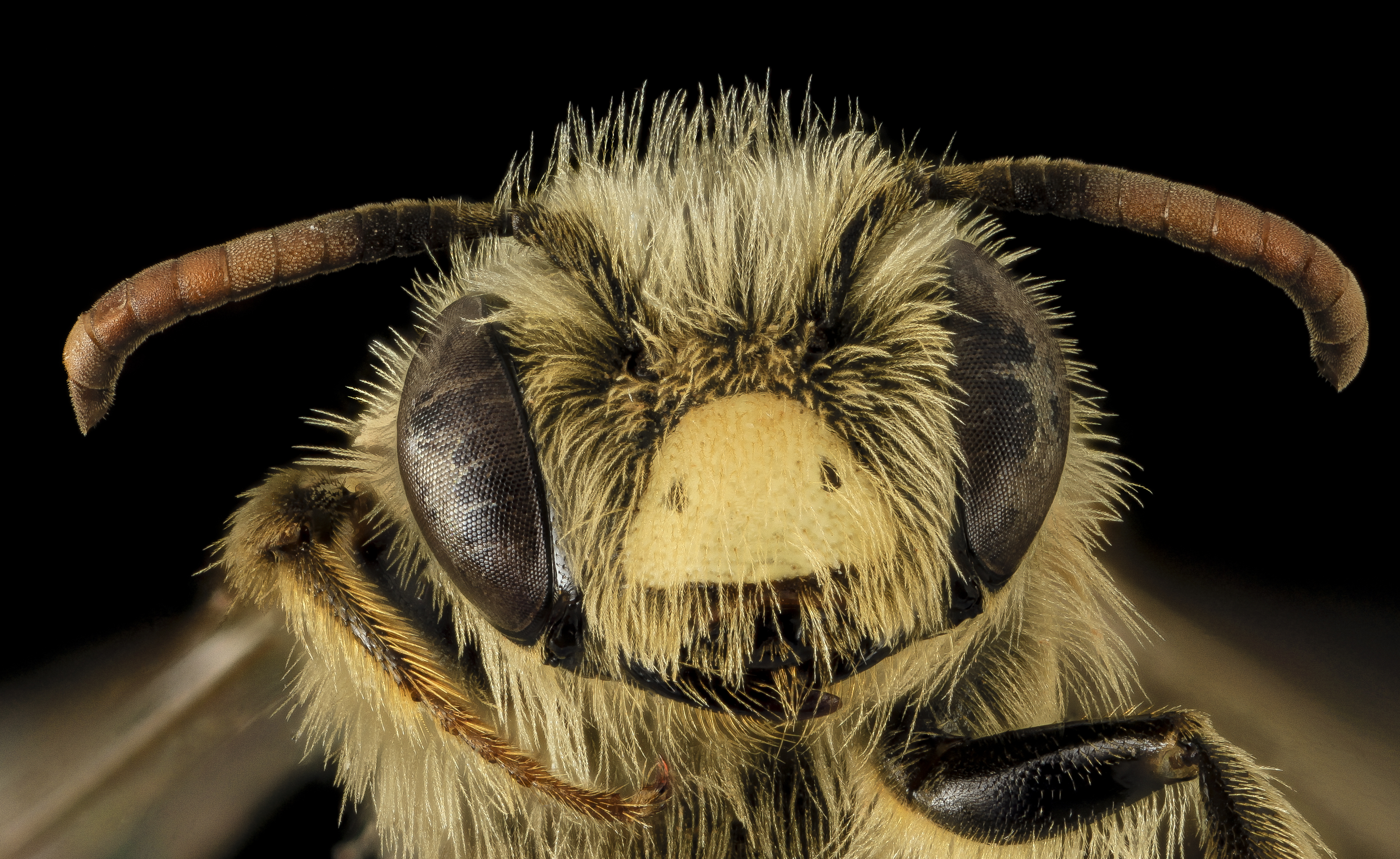
Sandbiene mit gelbem Clypeus

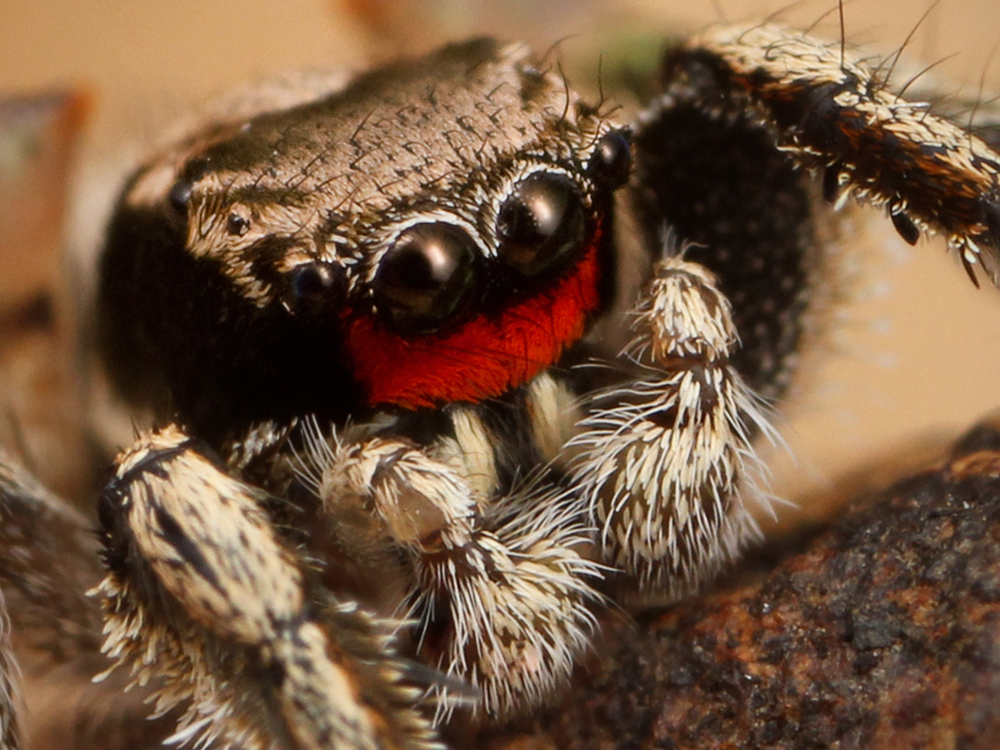
Der Clypeus der gezeigten Springspinne ist mit roten Schuppen bedeckt

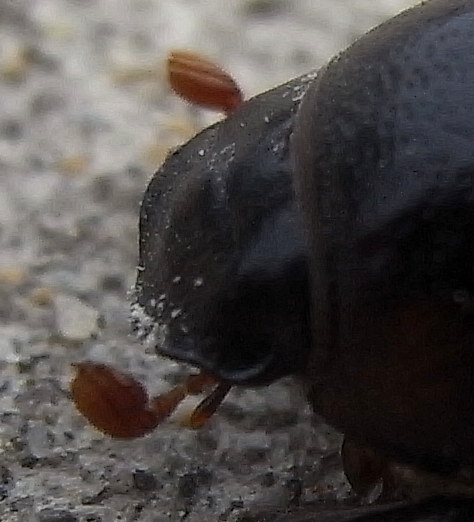
Der Kopfschild von Coprimorphus scrutator liegt über dem Labrum, weil dieses nach unten abgekippt ist

Der Clypeus (lateinisch clipeus ‚Schild‘), auch Kopfschild genannt, ist Teil des Kopfskeletts bei Arthropoden (bspw. Insekten) und liegt mittig hinter dem Labrum. Gewöhnlich ist der Clypeus durch Nähte von den benachbarten Teilen des Kopfskeletts abgesetzt. Bei manchen Insektengruppen (beispielsweise Schaben) ist der Clypeus deutlich in Ante- und Postclypeus geteilt. Der Anteclypeus liegt näher bei der Oberlippe. Gegenüber der Stirn ist der Postclypeus durch die Epistomalnaht abgegrenzt. Ein Frontoclypeus entsteht durch Verschmelzung von Stirn und Kopfschild, die Epistomalnaht fehlt dann. Dies ist bei vielen Buckelzirpen typisch.
In vielen Insektengruppen gibt es artspezifisch unterschiedliche Ausbildungen der Stirnplatte, etwa in Bezug auf Färbung und Zeichnung, Behaarung, Punktierung, Mikrostruktur, Wölbung oder Sonderbildungen wie vorstehende Zähne oder Leisten. Bei Faltenwespen beispielsweise dient die unterschiedliche Zeichnung der Stirnplatte (in Form von Punkten, Anker etc.) neben anderen Merkmalen zur Bestimmung der verschiedenen Arten.
Auch bei den Spinnen wird der meist schmale Abschnitt zwischen dem vorderen Augenpaar und dem Rand des Carapax als Clypeus bezeichnet.